# Cerro Dos Picos
El cerro Dos Picos es una elevación de la cordillera de los Andes en el departamento Cushamen, provincia del Chubut, Argentina. Tiene 2.515 m s. n. m., formando la mayor elevación de la provincia (otras grandes elevaciones son el cerro Anexo de 2.498 m s. n. m. y el cerro Tres Picos de 2.492 m s. n. m.). Se localiza al oeste del lago Cholila, cerca de la frontera internacional con Chile. Su nombre se debe a la forma del cerro, que se divide en dos picos en su cima.

## Ascensos notables
La primera ascensión ocurrió el 4 de enero de 1955 y fue realizada por Reinhard Eggman (de orien suizo), Roberto Porcel de Peralta y Joaquín Hardt (ambos argentinos). La segunda, ocurrió 8 días después y fue hecha por Peterek, Mittelterdt, Kiersnowski y Duzinski.

## Características
Las características de la roca en el cerro es del tipo metamórfico, con zonas estables y otras muy inestables, existiendo paredes cercanas con granito ideal para Big Wall. Debido a esto y al contar con un acceso muy limitado (el río Tigre), provoca que la dificultad sea alta y que pocos montañistas escalen este cerro. Desde su cima, se puede observar el Cerro Tronador en la zona de Bariloche, los bosques cercanos, las ciudades de Lago Puelo, Esquel, Cholila, entre otras; como así también la meseta patagónica al este.
El Dos Picos es un cerro escarpado con roca de mala calidad y está como unido con el cerro Bellaco (de 2.134 m s. n. m.) hacia el noroeste por el Planchón Nevado que se trata de una superficie glaciaria por sobre los 2000 m que tiene un pico denominado cerro Premolar de 2330 m s. n. m. Al oeste del cerro, se forma el río Tigre, tributario del lago Cholila.
En la zona del cerro y del Tres Picos, han ocurrido ventas irregulares de tierras.